# L'Alcúdia de Crespins
L'Alcúdia de Crespìns är en ort i Spanien.   Den ligger i provinsen Província de València och regionen Valencia, i den östra delen av landet, 300 km sydost om huvudstaden Madrid. L'Alcúdia de Crespìns ligger 158 meter över havet och antalet invånare är 4 786.
Terrängen runt L'Alcúdia de Crespìns är kuperad söderut, men norrut är den platt. Runt L'Alcúdia de Crespìns är det tätbefolkat, med 369 invånare per kvadratkilometer. Närmaste större samhälle är Xàtiva, 6,2 km öster om L'Alcúdia de Crespìns. Trakten runt L'Alcúdia de Crespìns består till största delen av jordbruksmark.